# マスード・バルザニ
マスード・バルザニ (クルド語: مەسعود بارزانی（ソラニー）,マスウード・バールザーニー、クルマンジー：Mesûd Barzanî)は、イラク、同国クルディスタン地域の政治家。2005年から2017年にかけてイラク領クルディスタン自治政府の議長を務めた。1979年からクルディスタン民主党(KDP)の党首を務めている。

## 経歴
1946年8月16日に、マハーバード共和国（現在はイランの一部）の首都、マハーバードで誕生した。父はクルド民族主義を率いたムスタファ・バルザニ。兄のイドリス・バルザニとは、1987年に彼が亡くなるまで共に働いた。
1980年から1988年まで続いたイラン・イラク戦争では、イラク政府に敵対した。

### クルディスタン自治政府

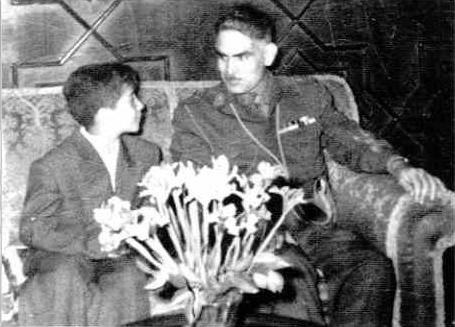
若きバルザニと、イラクのアブドルカリーム・カーシム首相

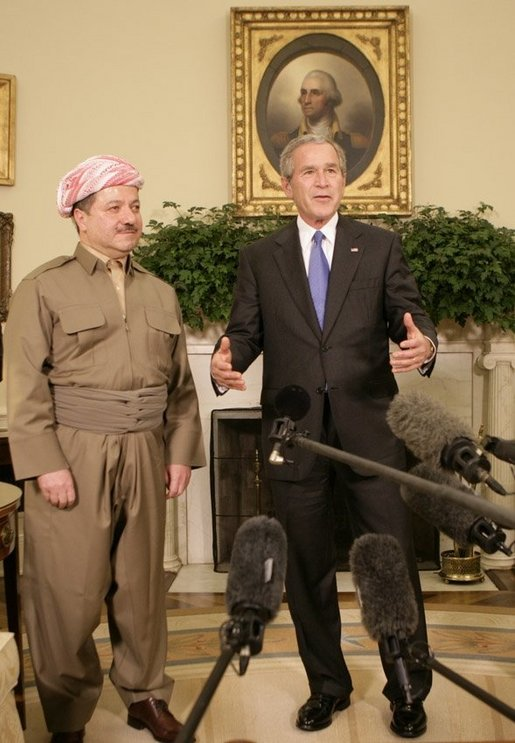
アメリカ合衆国のジョージ・W・ブッシュ大統領が、報道陣にバルザニへの歓迎を表明している。(2005年10月25日火曜日、ホワイトハウスの楕円事務室にて)

1991年に湾岸戦争でサダム・フセインが敗北した事で、クルド人はイラク領クルディスタン（南クルディスタン）に自治権を確立し、翌1992年にはイラク初の自由選挙が行われた。バルザニ率いるクルディスタン民主党(KDP)と、ジャラル・タラバニ率いるクルディスタン愛国同盟(PUK)の2大政党で票を分け合った。
1994年5月、民主党と愛国同盟の軍が衝突。1996年8月31日、バルザニは愛国同盟に対抗する為に中央政府のサダム・フセインに援助を求めた。一方で愛国同盟はイランの援助を受けていた。イラク中央政府の援助によって民主党は愛国同盟を主要都市から追放したが、スレイマニヤ等はなおも愛好同盟が支配することとなった。1998年のワシントン平和条約によって内戦は終結し、イラク領クルディスタンは北西を民主党が、南東を愛国同盟が支配する事になった。
2003年のイラク侵攻の後に、民主党と愛国同盟は統一地方政府を樹立。バルザニはイラク統治評議会に加入し、翌年4月には輪番制だった評議会議長を1期務ている。
2005年6月、バルザニはイラク領クルディスタン議会の議長に就任した。10月25日にはクルディスタンの長としてアメリカのブッシュ大統領を、10月31日にはイギリスのトニー・ブレア首相を、11月13日にはイタリアのシルヴィオ・ベルルスコーニ首相を、11月14日にはバチカンのベネディクト16世を公式訪問した。
2007年1月、バルザニはクルディスタン議長委員会を設置。3月13日にはサウジアラビアのアブドゥッラー・ビン・アブドゥルアズィーズ国王を、3月19日にはヨルダンのアブドゥッラー2世を公式訪問した。
2009年7月、69.6%の得票率で議長に再選。
後述するように自身に不利な報道を弾圧したことによる批判も受けたが、2011年2月、バルザニは平和や安定、地域の宗教的寛容性を推進したとして、イタリア大西洋委員会とNATO議会イタリア派遣団から大西洋賞を受賞した。また、バチカンのベネディクト16世は、キリスト教徒の難民に避難所と援助を提供した事に感謝を述べた。
2013年8月、クルディスタン議会はバルザニの任期を2年延長。それ以降も議長を務めた。2014年にはISISとの戦闘の中でクルディスタン独立に向かっている事が評価され、タイム誌の今年の人の8人の候補に選ばれた。
2016年7月、バルザニは次の選挙には出馬しないと発表した。

### 独立住民投票
2017年6月7日、バルザニは同年9月25日に独立を問う住民投票を行うと発表。結果は独立支持が92.73％の圧倒的多数となり、投票翌日の9月26日、バルザニは「投票の結果独立に向けて動き出した。近隣諸国に将来の対話の扉を開けるよう求める。」と発表した。しかし投票実施に反対の中央政府の反発は大きく、10月29日、国民投票によるイラク政府との対立を受けて、バルザニは11月1日に議長を辞任すると発表した。その結果、バルザニの支持者の一部が暴徒化し、辞任を認めた議会に殺到したほか、野党の愛国同盟の事務所が複数の都市で襲撃され、ドホークやザーホーでは強奪・放火が行われた。

## 批判
バルザニの一族はクルディスタンで複数の企業を所有しており、何十億$もの資産を持っていた。

### 報道の弾圧
2005年12月、クルド人法学者でオーストリアの市民権を持つカマル・カディルが、バルザニの政府と一族を批判する一連の記事を出したとして逮捕された。彼は名誉棄損とされ、懲役30年を言い渡された。しかし2006年、国際人権救援機構や国境なき記者団、オーストリア政府らの国際的圧力によって、カマルは解放された。
2010年5月、バルザニ一族を批判したジャーナリストのサルダシュト・オスマンが殺害された。7月には野党機関紙のロジュナマが、バルザニ率いる民主党が石油の密輸で不当な利益を得ていると非難した。

## 政策
2017年、失業率が20%を越え、クルディスタン地域住民の30%が貧困状態に喘いでいたが、反対に100万＄以上の資産を持つ8839人のビジネスマンが存在した。民主党は私立病院から一切の規制を廃し、健康分野を民間に任せようとしたが、同年1月、バルザニは「イラク憲法では医療サービスは自然権に由来し無料だが、地域政府はそれを民営化する」と明言した。

## 家族
2005年6月から2009年10月までと2012年4月から2019年5月まで自治政府首相、2019年6月10日より自治政府議長を務めているネチルバン・バルザニは甥にあたる。また、2019年6月11日より自治政府首相を務めているマスルール・バルザニは息子にあたる。